# 장내세균과
장내세균과 또는 엔테로박테리아과(학명: Enterobacteriaceae)는 그람음성세균의 과 중 하나로, 거의 백년 동안 연구되고 특성화되었다. 1936년 Rahn에 의해 처음 제안되어 현재 50개 이상의 속과 200개 이상의 종을 가지고 있다. 과 수준 이상의 분류에 대해서는 논란의 여지가 크나, 대체로 프로테오박테리아문 감마프로테오박테리아강에 속하는 것으로 알려져있다. 대장균, 이질균, 페스트균 등을 포함하고 있다.
장내세균과는 많은 무해한 공생물과 친숙한 병원균을 포함하고 있는데, 대표적인 병원균으로는 살모넬라, 대장균, 페스트균, 클렙시엘라, 이질균 등이 있다. 이 과의 다른 병원성 박테리아로는 프로테우스(Proteus), 엔테로박터, 세라티아(Serratia), 시트로박터 등이 있다.

## 형태
- 장내세균과에 속한 세균들은 막대 형태의 간균이며 전형적으로 1~5 마이크로미터이다. 그들은 전형적으로 혈액우무에서 중간에서 큰 크기의 회색 군락으로 나타나는데, 일부는 색소를 표현할 수 있다(예: 적변 세균).

- 대부분은 이동하기 위해서 편모를 가지고 있지만 몇몇은 비운동적이다. 장내세균과의 구성원 대부분은 그들의 숙주에 박테리아 세포가 접착한 것을 포함하는 핌브리아와 같은 주모성으로 표면에 편모를 가지며, 홀씨형성세균이 아니다.

## 물질대사
- 다른 프로테오박테리아와 같이 장내세균은 그람-음성 착색[6]을 가지고 있고 그들은 조건 혐기성 생물로 포도당을 발효하여 젖산을 비롯한 다른 최종 산물을 만든다.
- 대부분은 질산염을 아질산염으로 분해시키지만 예외도 있다(예: Photorhabdus). 다른 비슷한 박테리아와 다르게 장내세균은 일반적으로 사이토크롬 C 산화세균이 부족하지만 예외도 있다. (예: Plesiomonas shigelloides)

- 카탈라아제 반응은 장내세균 사이에서 다양하다.

## 서식
- 대부분 인간과 다른 동물의 내장 미생물을 구성한다.
- 물이나 토양에서 발견되거나 다양한 종의 동식물에서 기생한다.

## 하위 속
- 시트로박터(Citrobacter)
- 엔테로박터(Enterobacter
- 에르위니아속 (Erwinia)
- 대장균속 (Escherichia) - 대장균 포함.
- 클렙시엘라속 (Klebsiella) - 폐렴막대균 포함.
- Pantoea
- Proteus - Proteus vulgaris
- 살모넬라속 (Salmonella)
- Serratia - Serratia marcescens
- 이질균속 (Shigella) - 이질균
- 예르시니아속 (Yersinia) - 페스트균